# Goerodes kaswabilengus
Goerodes kaswabilengus är en nattsländeart som beskrevs av Jacquemart 1961. Goerodes kaswabilengus ingår i släktet Goerodes och familjen kantrörsnattsländor. Inga underarter finns listade i Catalogue of Life.